# РНК-терапия
РНК-терапия — это новое направление медицины с использованием РНК в качестве лекарственного средства. Препараты на основе РНК относительно просто производить, при этом они могут воздействовать на ранее не поддающиеся медикаментозному лечению патологические процессы. Трудность РНК-терапии заключается в эффективной доставке интактных молекул РНК внутрь клеток в подлежащую лечению ткань, не вызывая побочных эффектов.
Основные типы терапевтических средств на основе РНК можно подразделить на пять классов, включая терапию на основе РНК-интерференции, антисмысловые олигонуклеотиды, терапию с использованием малой активирующей РНК (англ. small activating RNA, saRNA), терапию на основе кольцевой РНК и терапию на основе матричной РНК.